# Zbigniew Sejwa
Zbigniew Bolesław Sejwa (ur. 25 listopada 1952 w Gorzowie Wielkopolskim, zm. 18 marca 2024) – polski artysta fotograf, fotoreporter. Członek rzeczywisty Okręgu Wielkopolskiego Związku Polskich Artystów Fotografików. Członek Gorzowskiego Towarzystwa Fotograficznego.

## Życiorys
Dr Zbigniew Sejwa był absolwentem Wyższej Szkoły Pedagogicznej w Zielonej Górze oraz Państwowej Wyższej Szkoły Filmowej, Telewizyjnej i Teatralnej im. Leona Schillera w Łodzi. Ukończył Wyższe Studium Fotografii Ministerstwa Kultury i Sztuki oraz Wyższe Studium Fotografii Związku Polskich Artystów Fotografików w Warszawie. Doktorat w 2016 roku – Uniwersytet Artystyczny (Wydział Komunikacji Multimedialnej) w Poznaniu. 
Związany z gorzowskim środowiskiem fotograficznym, mieszkał i tworzył w Gorzowie Wielkopolskim – fotografował (artystycznie) od końca lat 70. XX wieku. Wówczas po raz pierwszy zaprezentował swoje zdjęcia na autorskiej wystawie fotograficznej Portret – w galerii Wyższej Szkoły Pedagogicznej w Zielonej Górze. W 1981 roku – wspólnie ze Zdzisławem Hajdaszem i Kazimierzem Ligockim był założycielem Gorzowskiej Grupy Trzech. W latach 2003–2007 był kuratorem Galerii Nowych Mediów w Miejskim Ośrodku Sztuki w Gorzowie Wielkopolskim. W latach 2007–2015 pracował w Klubie Myśli Twórczej Lamus – był inicjatorem i współtwórcą czasopisma kulturalno-artystycznego Lamus. Od 2015 roku był kierownikiem Działu Programu i Promocji Miejskiego Ośrodka Sztuki w Gorzowie Wielkopolskim oraz kuratorem wystaw w Galerii Biura Wystaw Artystycznych.
W 1979 roku został członkiem Gorzowskiego Towarzystwa Fotograficznego, w którym pełnił funkcję sekretarza Zarządu. Zbigniew Sejwa był autorem i współautorem wielu wystaw fotograficznych; zbiorowych i indywidualnych. Był wieloletnim uczestnikiem cyklicznych, corocznych Ogólnopolskich Konfrontacji Fotograficznych w Gorzowie Wielkopolskim. W 1996 roku został przyjęty w poczet członków rzeczywistych Okręgu Wielkopolskiego Związku Polskich Artystów Fotografików, w działalności którego uczestniczył do 2012 roku. 
Zbigniew Sejwa był trzykrotnym laureatem Nagrody Kulturalnej Prezydenta Miasta Gorzowa Wielkopolskiego – statuetki Motyla  (1998, 2004, 2008). W 2017 odznaczony Brązowym Medalem „Zasłużony Kulturze Gloria Artis”. Prace Zbigniewa Sejwy znajdują się w zbiorach Lubuskiej Zachęty Sztuki Współczesnej w Zielonej Górze. 
Zmarł w nocy z 18 na 19 marca 2024 po zmaganiu z ciężką chorobą.

## Odznaczenia
- Brązowy Medal „Zasłużony Kulturze Gloria Artis” (2017)[2]

## Wybrane wystawy indywidualne
- Fotografia na chodniku (Gorzów Wielkopolski 1981)
- Fotografia II – Klub MPiK (Gorzów Wielkopolski 1982)
- Fotografie: Ściana; Zakaz fotografowania – Galera FF (Łódź 1986)
- Okruchy pamięci – Mała Galeria BWA (Gorzów Wielkopolski 1994)
- Ślady zwykłych ludzi – Mała Galeria BWA (Gorzów Wielkopolski 1996)
- Fotografia prasowa – Galeria w Magistracie (Gorzów Wielkopolski 1996)
- Fotografia prasowa – Mała Galeria GTF  (Gorzów Wielkopolski 1998)
- Relikwiarz – Galerie im Schloß, Brandenburgisches Freilichtmuseum (Altranft, Niemcy 1998)
- Relikwiarz – Mała Galeria BWA (Gorzów Wielkopolski 1998)
- Ślady zwykłych ludzi – Miejska Galeria Fotografii (Rzeszów 1998)
- Motywy banalne – Galeria ARS (Gorzów Wielkopolski 1999)
- Ślady zwykłych ludzi – Muzeum Ziemi Lubuskiej (Zielona Góra 2000)
- Screenphotography – Muzeum Lubuskie (Gorzów Wielkopolski 2006)[6][8]

Źródło

## Wybrane wystawy zbiorowe
- Fotografia studencka – wystawa absolwentów fakultetu fotograficznego w Wyższej Szkole Pedagogicznej (Zielona Góra 1978)
- I Forum Form Fotograficznych Pinhole Camera – wystawa poplenerowa w Bastion Filip (Kostrzyn n/Odrą 1998)
- Dziedzictwo i współczesność w Biurze Wystaw Artystycznych (Gorzów Wielkopolski 1998)
- Wydarzenia – Gorzów’98 w Galerii GTF (Gorzów Wielkopolski 1999)
- Homoclonus, Sztuka na Granicy w Bastion Filip (Kostrzyn n/Odrą 2000)
- Biennale Sztuki Sakralnej „Sacrum 2000” w Biurze Wystaw Artystycznych (Gorzów Wielkopolski 2000)
- Salon Jesienny w Biurze Wystaw Artystycznych (Gorzów Wielkopolski 2000)
- Dialog rzeczy, międzynarodowy projekt artystyczny w Muzeum Regionalnym (Myślibórz 2001)
- Salon Jesienny w Biurze Wystaw Artystycznych (Gorzów Wielkopolski 2001)
- Dialog Loci, międzynarodowy projekt artystyczny (Kostrzyn n/Odrą 2004)
- Salon Jesienny w Biurze Wystaw Artystycznych (Gorzów Wielkopolski 2004)
- Biennale Sztuki Sakralnej „Sacrum 2004” w Biurze Wystaw Artystycznych (Gorzów Wielkopolski 2004)
- Salon Jesienny w Biurze Wystaw Artystycznych (Zielona Góra 2005)
- Salon Jesienny w Biurze Wystaw Artystycznych (Gorzów Wielkopolski 2006)

Źródło

## Publikacje (albumy)
- Gorzów Wielkopolski miasto parków i ogrodów (Gorzów Wielkopolski 1999, 2000
- Pomniki przyrody Gorzowa Wielkopolskiego (Gorzów Wielkopolski 1997)

Źródło